# No Gazaran
Pour plus de détails, voir Fiche technique et Distribution.
No Gazaran est un film documentaire français coréalisé par Doris Buttignol et Carole Menduni, sorti en 2014.

## Fiche technique
- Titre : No Gazaran
- Réalisation : Doris Buttignol et Carole Menduni
- Photographie :  Doris Buttignol, Carole Menduni, Samuel Sagon et Thorsten Künish
- Montage : Emmanuelle Zelez, Doris Buttignol et Carole Menduni
- Son : Doris Buttignol, Carole Menduni et Mathieu Quillet
- Production : Les Films de Cage - Les Films du Zèbre - Lardux Films
- Pays de production :  France
- Distribution : Nour Films
- Genre : documentaire
- Durée : 90 minutes
- Date de sortie : France - 2 avril 2014[1]

## Récompense
- Meilleur film étranger au  Festival de films pour l’environnement (Canada) 2014[2]